# 야마모토 겐지
야마모토 겐지(山本 健誌, 1964년 4월 25일~)는 닌텐도에서 일하는 일본의 비디오 게임 음악 작곡가로, 주로 슈퍼 메트로이드와 메트로이드 프라임 3부작을 포함한 메트로이드 시리즈의 많은 타이틀 음악을 작곡했다. 야마모토는 닌텐도에서 음악 감독 역할도 하며 여러 게임의 오디오를 총괄한다. 그는 동료 작곡가인 미나코 하마노 및 마사루 다지마와 자주 협력한다.
야마모토의 음악은 강렬한 드럼, 피아노, 음성이 있는 성가, 파이프 소리, 일렉트릭 기타를 사용한다. 슈퍼 메트로이드 개발 중, 야마모토는 오토바이를 타고 퇴근하면서 게임의 테마 일부를 흥얼거리며 떠올렸다.
그는 시리즈의 연속성을 강화하기 위해 메트로이드 프라임의 음악을 작곡하도록 요청받았다. 레트로 스튜디오스의 개발자들은 MB 공간에 메트로이드 프라임의 모든 음향 효과를 맞추는 과정이 고품질의 청각 경험을 제공하는 데 얼마나 중요했는지 언급했다. 각 사운드는 매우 높은 품질이어야 했기 때문이다. 메트로이드 프라임 3: 커럽션은 시리즈가 닌텐도 게임큐브에서 Wii로 전환될 때 일어난 RAM 양의 증가를 활용했다. 이를 통해 더 높은 품질의 오디오 샘플을 사용할 수 있었고 따라서 전반적인 오디오 품질이 향상되었다.

## 작품
| 연도 | 타이틀                                   | 역할                                        |
| ---- | ---------------------------------------- | ------------------------------------------- |
| 1987 | Mike Tyson's Punch-Out!!                 | 음악 with Yukio Kaneoka and 아키토 나카쓰카 |
| 1988 | 패미컴 워즈                              | 음악 with 타나카 히로카즈                   |
| 1989 | 패미컴 탐정 클럽: 뒤에 서있는 소녀       | 음악, 사운드 효과                           |
| 1992 | 슈퍼 스코프 6                            | 사운드                                      |
| 1994 | 슈퍼 메트로이드                          | 음악 with Minako Hamano                     |
| 1995 | 갤럭틱 핀볼                              | 음악 with 마사루 타지마                     |
| 1997 | BS Tantei Club: Yuki ni Kieta Kako       | 음악                                        |
| 1999 | 패미컴 문고 하디마리노모리               | 음악 with Kozue Ishikawa                    |
| 2001 | 마리오 카트 어드밴스                     | 사운드 지원                                 |
| 2002 | 메트로이드 퓨전                          | 사운드 디렉터                               |
| 2002 | 메트로이드 프라임                        | 음악 with Koichi Kyuma                      |
| 2004 | 메트로이드 프라임 2: 에코스              | 음악                                        |
| 2004 | 메트로이드: 제로 미션                    | 음악 with Minako Hamano                     |
| 2005 | 메트로이드 프라임 핀볼                   | 음악 with 마사루 타지마                     |
| 2005 | 매일매일 더욱더! DS 두뇌 트레이닝        | 사운드 디렉터                               |
| 2006 | 듣고 쓰고 친해지는 DS 영어 삼매경        | 사운드 디렉터                               |
| 2006 | 메트로이드 프라임 헌터즈                 | 사운드 슈퍼바이저                           |
| 2006 | 익사이트 트럭                            | 음악 with 마사루 타지마                     |
| 2007 | 메트로이드 프라임 3: 커럽션              | 음악 with 미나코 하마노 and 마사루 타지마   |
| 2008 | 대난투 스매시브라더스 X                  | 어레인지                                    |
| 2009 | 익사이트봇: 트릭 레이싱                  | 음악 with 마사루 타지마 and 신지 우시로다   |
| 2010 | 포토 도장                                | 사운드 슈퍼바이저                           |
| 2010 | 동키콩 리턴즈                            | 음악 with various others                    |
| 2011 | 리듬 세상 Wii                            | 사운드 지원                                 |
| 2011 | 파일럿윙 리조트                          | 음악 슈퍼바이저                             |
| 2011 | 사쿠라 사무라이: 검의 예술               | 음악 디렉터                                 |
| 2011 | 엇갈림 Mii 광장                          | 사운드 슈퍼바이저                           |
| 2012 | 키키 트릭                                | 사운드 슈퍼바이저                           |
| 2012 | 오니 트레이닝                            | 사운드 슈퍼바이저                           |
| 2013 | 동키콩 컨트리 리턴즈 3D                  | 사운드 슈퍼바이저                           |
| 2013 | 친구모아 아파트                          | 사운드 슈퍼바이저                           |
| 2013 | 엇갈림 Mii 광장                          | 사운드 디렉터                               |
| 2013 | 닌텐도지                                 | 음악 디렉터                                 |
| 2014 | 동키콩 컨트리 트로피컬 프리즈            | 음악 슈퍼바이저                             |
| 2014 | 포켓몬 아트 아카데미                     | 사운드 슈퍼바이저                           |
| 2014 | 슈퍼 스매시브라더스 for 닌텐도 3DS/Wii U | 어레인지                                    |
| 2015 | 스타일 사비: 패션 포워드                 | 사운드 슈퍼바이저                           |
| 2015 | 마리오 테니스 울트라 스매시              | 사운드 슈퍼바이저                           |
| 2015 | 실제 탈출 게임 x 닌텐도 3DS              | 사운드 디렉터                               |
| 2015 | 리듬 세상 더 베스트 플러스               | 사운드 지원 스태프                          |
| 2015 | 환영이문록♯FE                            | 사운드 지원                                 |
| 2016 | 미니 마리오 & 친구: 아미보 챌린지        | 음악 슈퍼바이저                             |
| 2016 | 디즈니 아트 아카데미                     | 사운드 슈퍼바이저                           |
| 2016 | 미토피아                                 | 사운드 슈퍼바이저                           |
| 2017 | 헤이! 피크민                             | 사운드 진행 관리                            |
| 2017 | 메트로이드: 사무스 리턴즈                | 음악 디렉터                                 |
| 2018 | 스시 스트라이커: 스시도의 길             | 사운드 지원                                 |
| 2021 | 메트로이드 드레드                        | 음악 디렉터                                 |
| 2023 | 메트로이드 프라임 리마스터드             | 음악 프로듀서                               |